# Royal Belgian Archery
De Royal Belgian Archery (RBA), in het Frans Fédération Royale Belge de Tir à l'Arc, is de belangenbehartiger van de aangesloten handboogverenigingen in België. Ze zet zich in haar hoedanigheid als overkoepelende sportbond in voor zowel de topsport als de breedtesport binnen de handboogwereld. 
De KBFH is aangesloten bij de internationale organisaties FITA en EMAU. Leden van de KBFH kunnen hierdoor deelnemen aan (inter-)nationale wedstrijden als het Europees kampioenschap en de Olympische Spelen.

## Structuur
De leden vallen onder de twee onderverenigingen, 
de Vlaamse Handboogliga VZW en de Franstalige Ligue Francophone belge de Tir à l'Arc (L.F.B.T.A.). Het hoofdkantoor van KBHF staat in Brussel.